# Allylglycidylether
Allylglycidylether is een organische verbinding met als brutoformule C6H10O2. Het is een kleurloze vloeistof met een kenmerkende geur.

## Toxicologie en veiligheid
De stof kan waarschijnlijk ontplofbare peroxiden vormen en gemakkelijk polymeriseren. De stof ontleedt bij verbranding met vorming van giftige gassen en reageert hevig met sterk oxiderende stoffen, zuren en basen.